# Andrena sulcata
Andrena sulcata är en biart som beskrevs av Donovan 1977. Andrena sulcata ingår i släktet sandbin, och familjen grävbin. Inga underarter finns listade i Catalogue of Life.